# Biga

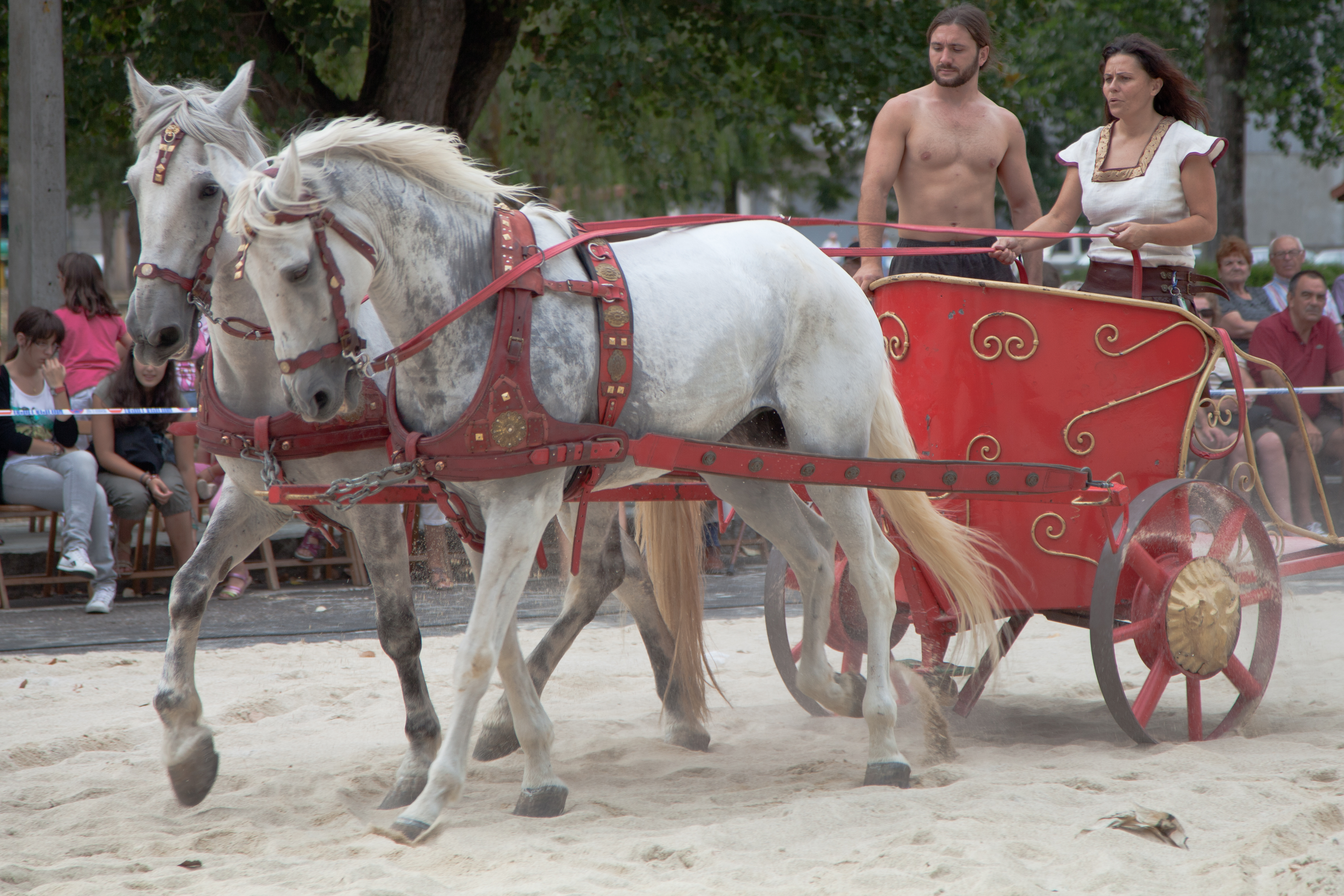
Rappresentazione di una biga dell'antica Roma cogli aurighi

La biga era il cocchio da guerra, o da pompa magna o da giostre, utilizzato in epoca classica nella Grecia antica, nell'Antico Egitto, nell'antica Roma e presso i Celti.

## Caratteristiche

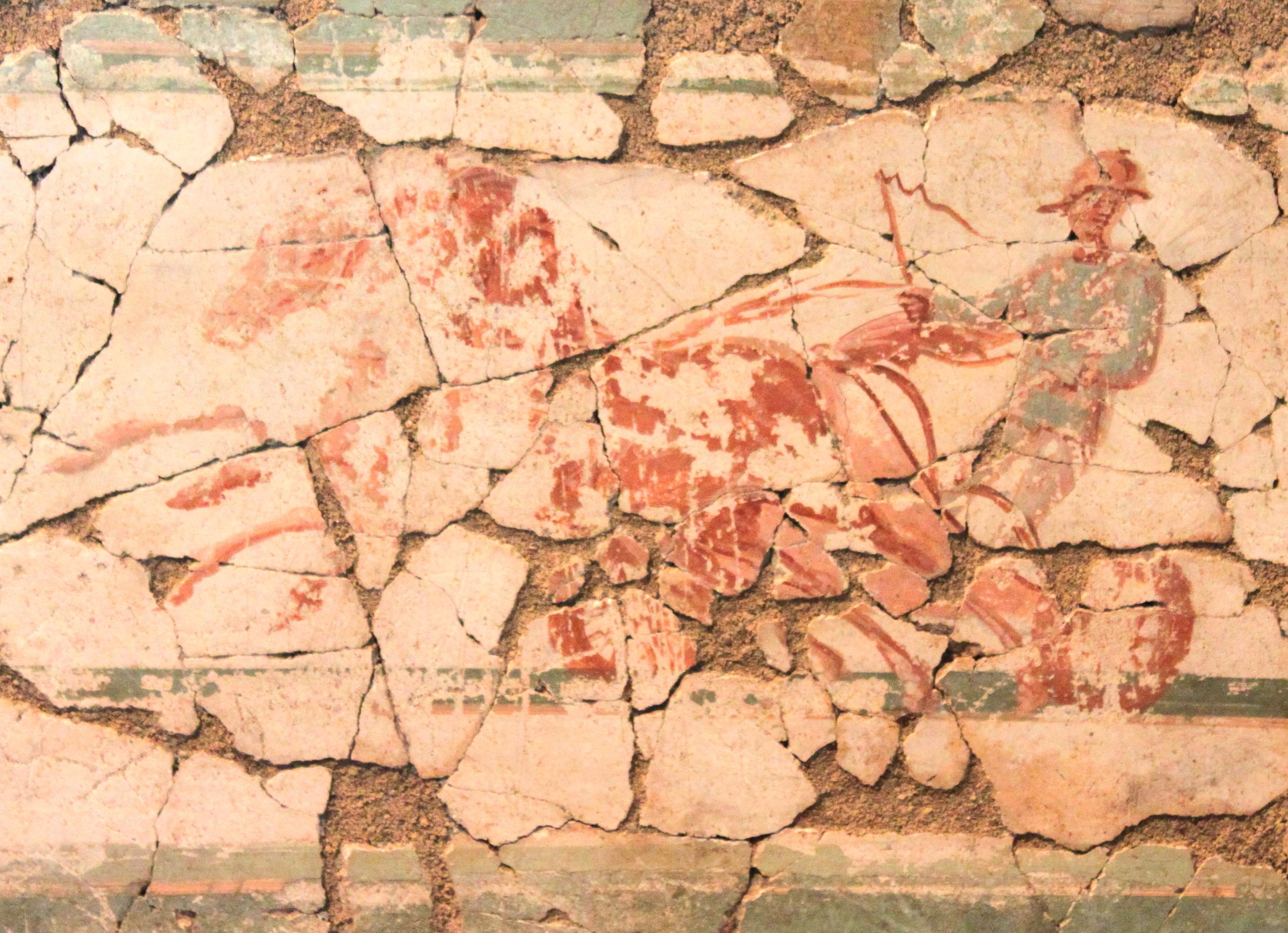
Affresco dell'auriga, I secolo, Pully, CH
Si noti il piccolo diametro delle ruote

Le bighe generalmente erano biposto ed erano collegate a 2 cavalli mentre il carro trainato da quattro cavalli era chiamato quadriga.
Le bighe erano scoperte di tettoia ed avevano generalmente la parte anteriore di forma semicircolare. La parte posteriore aperta consentiva all'auriga di salirvi.
Particolarmente noto e significativo per la filosofia è il mito della biga alata di Platone.